# 西米露
西米露（さいまいろ、広東語：西米露） は、広東料理における糖水の一種。タピオカプディングの派生料理でもある。基本的には、タピオカ、ココナッツミルク、無糖練乳から作られる。伝統的な製法では、サゴヤシの髄から得られるサゴ澱粉を用いて作られる。里芋やカボチャ、マンゴーなどの他の材料が用いられることもある。